# 레어 아톰
레어 아톰(Rare Atom)는 중화인민공화국의 리그 오브 레전드, 카운터-스트라이크: 글로벌 오펜시브 프로게임단이다.

## 리그 오브 레전드

### 연혁
- 2017년 12월 17일 : Vici Gaming 창단
- 2020년 12월 : 레어아톰 인수 및 Rare Atom으로 팀명 변경

### 소속 선수
- 감독 : 쉬하오
- 코치 : 푸후이

| 이름     | 소환사명 | 포지션  | 비고 |
| -------- | -------- | ------- | ---- |
| 다이이   | Cube     | 탑      |      |
| 루줴     | Leyan    | 정글    |      |
| 저우양   | Fy       | 정글    |      |
| 천량     | Strive   | 미드    |      |
| 후센자오 | iBoy     | AD 캐리 |      |
| 양충장   | Zorah    | 서포터  |      |
| 량자위안 | yuyanjia | 서포터  |      |

### 주요 성적
- 2021 리그 오브 레전드 프로리그 스프링 7-8위
- 2021 리그 오브 레전드 프로리그 서머 5-6위
- 네스트 2021 조별 리그 2위
- 데마시아 컵 2021 16강
- 2022 리그 오브 레전드 프로리그 스프링 9-10위
- 2022 리그 오브 레전드 프로리그 서머 16위

## 같이 보기
- 리그 오브 레전드 프로리그(LPL)